# 황선신
황선신(黃善身, 1570년~1637년)은 조선 중기의 무신이다. 본관은 평해이며 자는 사수(士修)이다.

## 생애

### 무과 급제
1597년 임진왜란 중에 무과에 급제하여 훈련원정에 이르렀다.

### 병자호란
1636년 병자호란이 발발하여 청군이 강화도를 침공하자 68세의 노령임에도 불구하고 초관으로서 100여명의 군사로 갑곶진을 수비했다. 그러나 전의를 상실한 군사들은 도주하기에 바빴고 그 와중에 황선신은 전사하고 말았다. 가볍게 갑곶 방어선을 뚫은 청군은 김경징이 도주하면서 피해 없이 강화성을 함락하여 봉림대군을 비롯한 다수의 고위층들을 인질을 잡았다.

## 사후
병조참의에 추증되었고, 강화의 충렬사에 제향되었다. 1792년에는 정조가 그의 충렬을 기려 자손들에게 벼슬을 내렸다.